# 히에로클레스
히에로클레스(Hierocles, 헬라어:Ιεροκλες, 2세기)는 스토아 학파의 철학자이다. 그의 생애에 대해서는 거의 알려진 바가 없다. 아울루스 겔리우스는 그가 그와 같은 시대의 인물이며 엄중하고 경건한 자로 묘사하고 있다.
그가 유명한 이유는 그의 저서인 《윤리학의 원리들》 때문이다. 이 저서는 스토아 학파를 가장 잘 그려낸 것으로 알려져 있다.
그는 이 책에서 원 안의 중심에 있는 나에서부터 가장 가까운 원은 가족, 그 다음은 동료시민, 동료국민, 인류의 순으로 그려 다른 원에 있는 사람들을 같은 배에 탄 자들처럼 생각하고 그들을 나와 연관이 있으며 같은 동료처럼 가깝게 지내기를 원했다. 그는 그의 제자들을 향해, 이방인들을 형제, 자매라 부르고, 나이 많은 자들에게는 삼춘이나 숙모로 부르기를 원했다.

## 같이 보기
- 오이케이오시스